# سنسي باول
سنسي باول (بالإنجليزية: Cincy Powell)‏ مواليد 25 فبراير 1942 في باتون روج، هو لاعب كرة سلة أمريكي معتزل بدأ مسيرته الاحترافية في سنة 1967. أختير من قبل فريق أتلانتا هوكس خلال الدرافت. يبلغ طوله 6 قدم 7 بوصة (2.0 م). اعتزل اللعب في 1975.

## روابط خارجية
- سنسي باول على موقع سبورتس رفرنس (الإنجليزية)
- سنسي باول على موقع ريلجم (الإنجليزية)
- سنسي باول على موقع بروبوليرز (الإنجليزية)